# Pierre Hazette
Pierre Hazette (Marneffe, 15 maart 1939) is een Belgisch politicus voor de Mouvement Réformateur.

## Levensloop
Hazette behaalde in 1961 het diploma van licentiaat in de letteren en de wijsbegeerte aan de Universiteit van Luik en werkte van 1961 tot 1963 als assistent op het LASLA, het  laboratorium voor de statistische analyse van klassieke talen van de Universiteit Luik. Hij was vervolgens van 1963 tot 1973 leraar Latijn-Grieks, eerst aan het Atheneum van Andenne, daarna aan het Lyceum van Hoei en ten slotte aan het Atheneum van Borgworm. In 1973 verliet hij het onderwijs om zich volledig toe te leggen op de politiek.
De van oorsprong christendemocratisch ingestelde Hazette sloot zich in de jaren '60 aan bij de liberale PLP, de voorloper van de latere partijen PRL en MR. Voor de partij werd hij in oktober 1970 verkozen tot gemeenteraadslid van Braives, waar hij van januari 1971 tot december 1976 schepen van Onderwijs was. In 1976 fuseerde Braives met verschillende buurgemeenten tot "Groot-Braives", maar bij de verkiezingen voor de gemeenteraad van deze nieuwe gemeente in oktober dat jaar werd Hazette niet verkozen als gemeenteraadslid. Van 1983 tot 1989 zetelde hij nogmaals in de gemeenteraad van Braives.
Van 1973 tot 1976 werkte Hazette als attaché op het kabinet van Michel Toussaint, in die periode respectievelijk minister van Nationale Opvoeding (1973-1974) en minister van Buitenlandse Handel (1974-1976). Daarnaast was hij als directeur verbonden aan het kabinet van André Damseaux, de toenmalige voorzitter van de PLP. Vervolgens werkte hij van 1977 tot 1981 als adviseur, persattaché en uiteindelijk diensthoofd bij de Cultuurraad voor de Franse Cultuurgemeenschap en de Raad van de Franse Gemeenschap. Van 1981 tot 1984 was hij dan kabinetschef op het kabinet van de Franstalige ministers van Nationale Opvoeding Michel Tromont (1981-1983) en André Bertouille (1983-1984), om daarna van 1984 tot 1985 als directeur aan het hoofd te staan van Selor, het selectiebureau van de federale overheid. Voorts was hij van 1985 tot 1991 ondervoorzitter van de raad van bestuur van het Nationaal Waarborgfonds voor de Schoolgebouwen en vanaf 1990 beheerder bij de Waalse vervoersmaatschappij SRWT. 
In oktober 1985 werd Hazette aangeduid als provinciaal senator voor de provincie Luik. Hij zetelde in de Senaat tot in december 1987 en werd toen voor het arrondissement Hoei-Borgworm verkozen in de Kamer van volksvertegenwoordigers, waar hij tot in mei 1995 bleef zetelen. Door de toen bestaande dubbelmandaten zetelde hij van 1988 tot 1995 eveneens in de Waalse Gewestraad en de Raad van de Franse Gemeenschap. In de Raad van Franse Gemeenschap was Hazette van 1988 tot 1989 secretaris en van 1989 tot 1995 ondervoorzitter en ontpopte hij zich tot de onderwijsspecialist van zijn partij. Hij bekritiseerde geregeld het onderwijsbeleid van ministers Yvan Ylieff en Jean-Pierre Grafé, met name rond de financiering van het Franstalig onderwijs. Ook deed hij meerde re voorstellen om het onderwijs te hervormen en de neutraliteit van het onderwijs anders te definiëren. Als parlementslid legde hij zich eveneens toe op dossiers rond landbouw en leefmilieu.  
In mei 1995 werd Hazette voor de kieskring Hoei-Borgworm verkozen in het Waals Parlement en het Parlement van de Franse Gemeenschap. Van 1995 tot 1999 was hij ondervoorzitter van het Parlement van de Franse Gemeenschap. Vanuit de Franse Gemeenschap werd Hazette in oktober 1995 eveneens als gemeenschapssenator afgevaardigd naar de Senaat, waar hij bleef zetelen tot aan de verkiezingen van juni 1999. Na deze verkiezingen onderhandelde hij mee over de paars-groene regeerakkoorden voor het Waals Gewest en de Franse Gemeenschap. Vervolgens was Hazette van juli 1999 tot oktober 2000 minister van Secundair Onderwijs, Kunsten en Letteren en van oktober 2000 tot juli 2004 minister van Secundair en Bijzonder Onderwijs in de Franse Gemeenschapsregering. Als gevolg van zijn ministeriële functies moest Hazette zich vanaf juli 1999 laten vervangen als parlementslid van de Franse Gemeenschap, vanaf januari 2001 gold dat eveneens voor zijn functie als Waals Parlementslid. 
Hazette was geen kandidaat meer bij de Waalse verkiezingen van juni 2004 en vertegenwoordigde vervolgens van 2004 tot 2008 als algemeen afgevaardigde de Franse Gemeenschap in de Senegalese hoofdstad Dakar. Hij nam nadien mandaten op in verschillende instanties van de MR, maar bleef op de achtergrond. In 2014 stond hij nog als laatste opvolger op de MR-lijst voor het Europees Parlement. Ook legde hij zich toe op het schrijven van romans. 
Op 9 juni 1999 werd Hazette benoemd tot grootofficier in de Leopoldsorde.